# Мері Кетрін Браян
Мері Кетрін Браян (1879–1976) — американська вчена, ботанік та фітопатолог. Більшість її досліджень стосувалися плямистості та антракнозу, викликаних бактеріями.

## Життєпис
Браян народилася 13 лютого 1877 року в окрузі Принс-Джорж, штат Меріленд. У 1908 році вона отримала ступінь бакалавра у Стенфордському університеті. З 1909 по 1918 рік працювала науковим асистентом та помічником патолога у Бюро рослинництва Міністерства сільського господарства США.
Померла 22 лютого 1962 року у Напа), Каліфорнія.

## Окремі публікації
- 1932. Three bacterial spots of tomato fruit
- 1928. Bacterial canker of tomatoes